# Дапаон
Дапаон (фр. Dapaong) — город в северной части Того, административный центр Области Саванн.

## География
Расположен в 638 км к северу от столицы страны, города Ломе, в 35 км к югу от границы с Буркина-Фасо, недалеко от границы с Ганой. Абсолютная высота — 306 метров над уровнем моря.

## Достопримечательности
Окружён невысокими горами, есть несколько живописных видовых точек
В основном, ареал расселения народа Моба́
В городе есть музей региона, где представлены традиционные ремёсла региона и инструменты для их создания. Есть раздел старого оружия

## Население
По данным на 2013 год численность населения составляет 55 954 человека.
Динамика численности населения города по годам:
| 1981   | 2000   | 2002   | 2003   | 2004   | 2005   | 2013   |
| ------ | ------ | ------ | ------ | ------ | ------ | ------ |
| 16 939 | 44 000 | 48 000 | 49 000 | 51 000 | 51 500 | 55 954 |

## Города-побратимы
- Исси-ле-Мулино, Франция (с 1989 года)[3]